# Damery (Somme)
Damery é uma comuna francesa na região administrativa de Altos da França, no departamento de Somme. Estende-se por uma área de 4,83 km². Em 2010 a comuna tinha 235 habitantes (densidade: 48,7 hab./km²).